# EXモノポリー
『EXモノポリー』は2001年7月13日にタカラから発売されたゲームボーイアドバンス用ソフトである。

## 概要
タカラの3作目となるモノポリーのゲーム。システムはDXモノポリーをほぼ踏襲している。
プレーヤーはリゾート地・モノポリーアイランドで行われるモノポリーの大会を勝ち抜き、モノポリー城で開かれる大会で優勝することを目的とする。

## スタッフ
- デザイナー：榎並克己
- エグゼクティブプロデューサー：奥出信行、板垣耕三
- デバッグ：ポールトゥウィン

## ルール
公式ルールとほとんど同じだが、家の競売がない。なお、負債を解消するためにホテルを売却して家に戻すことはできず(公式ルール上は可能)、カラーグループにホテルが1軒以上建設されている場合はそのカラーグループの家とホテルを全て売却しなければならないことに注意。

## キャラクター

### プレーヤーキャラクター
男性・女性・宇宙人（クリア後の新規プレイで選択可能）の3種類。

### コンピュータキャラクター
計28人のコンピュータキャラクターが登場。
各ハウスで2勝すれば次のハウスへ進むことができる。

#### オレンジハウス
- たろう

突然失踪した父を探すため、妹とともにモノポリーアイランドへ渡る。
- はなこ

たろうの妹。
- すずき

家電メーカー勤務。
- さとう

大学生。

#### レッドハウス
- あゆみ

女子高生。
- くどう

確率の研究者。
- みよし

年金を貯めてモノポリーアイランドへ遊びに来た老婆。
- むとう

ダンサー。

#### イエローハウス
- こばやし

会社員。常にカメラで写真を撮っている。
- もりた

中学の体育教師。モノポリーアイランドには修学旅行の下見を兼ねて訪れている。
- パンダ

モノポリーアイランドでパンダの着ぐるみに入り案内役のアルバイトをしている。休憩時間には自らもモノポリーに参加する。
- リンダ

外国人モデル。

#### グリーンハウス
- たなか

探偵らしき人物。何者かに依頼を受け現在のキングの素性について調査していた。人が後ろに立つことを嫌う。
- かすみ

ＯＬ。普段は穏やかだが怒ると豹変する。
- なかじま

ホストらしき人物。
- あべ

ＭＣトシの名前で活動しているＤＪ、ラッパー。

#### モノポリーホテル
- ながしま

女性刑事。たろうとはなこの父親の失踪について調べている。
- よしだ

中学生。興奮すると髪が逆立つ。
- ごうよく

不動産関係の会社の元経営者。現在は会社を息子に譲り隠居生活中。
- みさき

作家。

#### モノポリー城
- モノポリーキング（キング）

モノポリー城の主。モノポリーおじさんのお面を被り素顔を隠している。その正体はたろうとはなこの父。一年前にたろうにモノポリーが強いなら証拠を見せてと言われ、家を出てモノポリーアイランドに渡る。そして無敗のまま前キングに挑戦し勝利、キングとなる。現在に至るまで無敗を守り続け、あと1勝で歴代キングの最高勝利数記録を更新するまでに迫っている。
- わたなべ

職業不明。モノポリーアイランド限定のおもちゃを買いに来た。
- はるか

富豪の娘。会話は全て執事を介して行う。
- ＴＯＹ

玩具メーカー主催のオーディションで選ばれたアイドル。新曲「モノポリーマジック」のビデオ撮影のために来た。

#### プレイラウンジ
これまでに勝利したプレーヤーと対戦料を支払って対戦ができる場所。1位は総対戦料の倍額、2位は総対戦料が返還される。以下の4人はクリア後にプレイラウンジの対局相手として選択可能。
- おおけん

オレ様口調の傲慢な男性。
見た目のモデルは筋肉少女帯の大槻ケンヂ。
- クマ

パンダのバイト先での先輩。
- リカ

女性型ロボット。
- みずもと

ビギナーズコテージの案内人。参加費が底をついた状態でビギナーズコテージに行くとお金を分けてくれる。